# Psila kanmiyai
Psila kanmiyai är en tvåvingeart som beskrevs av Iwasa 1991. Psila kanmiyai ingår i släktet Psila och familjen rotflugor. Inga underarter finns listade i Catalogue of Life.